# Ворренсбург (Іллінойс)
Ворренсбург (англ. Warrensburg) — селище (англ. village) в США, в окрузі Мейкон штату Іллінойс. Населення — 1110 осіб (2020).

## Географія
Ворренсбург розташований за координатами 39°55′54″ пн. ш. 89°3′43″ зх. д. / 39.93167° пн. ш. 89.06194° зх. д. (39.931762, -89.061867).  За даними Бюро перепису населення США в 2010 році селище мало площу 1,79 км², уся площа — суходіл.

## Демографія
Згідно з переписом 2010 року, у селищі мешкало 1210 осіб у 470 домогосподарствах у складі 346 родин. Густота населення становила 678 осіб/км².  Було 520 помешкань (291/км²).
Расовий склад населення:
| - 97,4 % — білих - 0,7 % — чорних або афроамериканців - 0,3 % — азіатів |

До двох чи більше рас належало 1,5 %. Частка іспаномовних становила 0,6 % від усіх жителів.
За віковим діапазоном населення розподілялося таким чином: 27,0 % — особи молодші 18 років, 62,4 % — особи у віці 18—64 років, 10,6 % — особи у віці 65 років та старші. Медіана віку мешканця становила 37,9 року. На 100 осіб жіночої статі у селищі припадало 102,7 чоловіків;  на 100 жінок у віці від 18 років та старших — 96,7 чоловіків також старших 18 років.
Середній дохід на одне домашнє господарство  становив 73 371 долар США (медіана — 58 500), а середній дохід на одну сім'ю — 84 893 долари (медіана — 71 827). Медіана доходів становила 50 833 долари для чоловіків та 39 375 доларів для жінок. За межею бідності перебувало 11,5 % осіб, у тому числі 15,4 % дітей у віці до 18 років та 0,0 % осіб у віці 65 років та старших.
Цивільне працевлаштоване населення становило 668 осіб. Основні галузі зайнятості: освіта, охорона здоров'я та соціальна допомога — 31,9 %, виробництво — 17,2 %, роздрібна торгівля — 11,5 %, мистецтво, розваги та відпочинок — 7,3 %.